# Kronologija Domovinskog rata: studeni 1995.

### 4. studenoga
- Predsjednik Republike Hrvatske dr. Tuđman održao konferenciju za domaće i strane novinare u Zagrebu i tom prigodom naglasio da Hrvatska neće produžiti mandat UNCRO-u poslije 30. studenoga, a pregovori u Daytonu neće trajati duže od toga, te da nema mira bez oslobađanja svih okupiranih dijelova Hrvatske.[1]
- Novi predsjednik hrvatske Vlade nakon izbora i uvjerljive pobjede HDZ-a postao mr. Zlatko Mateša, zamijenivši na toj funkciji Nikicu Valentića.[1]
- Unatoč jasnom dogovoru, predstavnici pobunjenih Srba iz istočne Slavonije nisu došli na pregovore u Osijek i nakon tri sata čekanja pregovori odgođeni.[1]
- Neovisno britansko-američko vijeće za sigurnosne informacije (BASIC), kako navode britanske obavještajne službe, uobičajenim prisluškivanjem telefonskih razgovora između Beograda i Pala moglo je saznati za plan napada na Srebrenicu, a prema BASIC-u masakr naredio Beograd, a SAD su to mogle spriječiti.[1]

### 6. studenoga
- Samozvani vođe Srba s okupiranog hrvatskog područja Baranje, zapadnog Srijema i istočne Slavonije odbili u nedjelju u Erdutu, nakon više od sedam sati pregovora, potpisati mirovni sporazum što su im ga predočili međunarodni posrednici Galbraith i Stoltenberg.[1]
- Nakon 948 uspješnih dana održana posljednja sjednica hrvatske Vlade u starom sazivu, kojoj je predsjedao dr. Tuđman. On je naglasio da je Nikica Valentić, kada je u travnju 1993. preuzeo kormilo Vlade, zatekao inflaciju od 2.000 posto, a sada je stopa inflacije samo 2 posto godišnje.[1]
- Nakon hitnog poziva iz Ohia, kako je javio radio Herceg-Bosne, europski upravitelj Hans Koschnik i gradonačelnici zapadnog i istočnog Mostara Mijo Brajković i Safet Oručević pridružili se pregovaračkom izaslanstvu u Daytonu, kako bi se što prije riješili problemi vezani uz Mostar.[1]
- Tri nepoznata napadača ranila šest francuskih legionara i pripadnika Snaga za brzo djelovanje u selu Vrapčićima kod Mostara, priopćio glasnogovornik UN-a Philip Arnold.[1]

### 7. studenoga
- Nova hrvatska Vlada, s premijerom Zlatkom Matešom na čelu, u Predsjedničkim dvorima položila prisegu, a nakon toga održana prva sjednica, kojoj je predsjedao predsjednik RH dr. FranjoTuđman.[1]
- Pregovaračima u Daytonu prikazana situacija u Mostaru, u kojem je, kako je rečeno, u nesretnim hrvatsko-muslimanskim sukobima smrtno stradalo oko tri tisuće ljudi. Stoga hrvatska strana insistira na takvom rješenju koje će jamčiti da se to neće ponoviti.[1]
- Daytonski pregovori došli u kritičnu fazu, a State Department ljut zbog objavljivanja Ustava BiH u New York Timesu.[1]
- Svi beogradski mediji, izvještavajući o pregovorima u Daytonu, ističu kako se na Miloševića vrši najveći pritisak da ukloni iz političkog života Karadžića i Mladića, a da Milošević glumi ljutnju i nervozu .[1]

### 8. studenoga
- Predsjednik RH dr. Tuđman ponovno otišao na mirovne pregovore u Dayton, a, kako je naglasio, istočna Slavonija, Baranja i zapadni Srijem i dalje su ključna pitanja i zato će se ta pitanja posebno razmotriti, dok će Amerikanci i dalje insistirati na jačanju Federacije BiH.[1]
- Odmetnuti Srbi iz istočne Slavonije opravdavaju odbijanje sporazuma o mirnoj reintegraciji okupiranih hrvatskih teritorija neuvjerljivim zahtjevom za plebiscitom, na kojemu bi se Srbi o tome morali izjasniti.[1]
- Nakon prvog posjeta regiji, posebna izvjestiteljica za ljudska prava na prostorima bivše Jugoslavije Elizabeth Rehn završila svoje prvo izvješće koje treba dostaviti Glavnoj skupštini UN-a. Najviše prostora posvetila kršenju ljudskih prava u Hrvatskoj za vrijeme Oluje i nakon nje.[1]
- Američko pravosuđe zadalo težak udarac nastojanjima tzv. SRJ da izbori povlašteni položaj jedine pravne nasljednice bivše SFRJ nakon njezina raspada. Sudac newyorkškog suda Allen G. Schwarz objavio da se ne prihvaća tužba tzv. SRJ da joj se dodijeli rezidencija diplomata pri OUN.[1]

### 9. studenoga
- Međunarodni sud za ratne zločine optužio oficire JNA Šljivančanina, Mrkšića i Radića zbog ratnih zločina u Vukovaru 1991. godine.[1]
- Pitanje okupiranog hrvatskog istoka moglo bi se riješiti u kratkom roku u sklopu daytonskih pregovora, usprkos neuspjehu pregovora na terenu, mišljenje je promatrača u Daytonu.[1]
- Predstavnik američkog State Departmenta prokomentirao izjavu lorda Davida Owena, kako mirovni pregovori koji se održavaju pod pokroviteljstvom SAD-a vode podjeli Bosne, riječima: Otkad je gospodin Owen prestao biti mirovni pregovarač, SAD napreduju prema diplomatskom trijumfu.[1]
- U Pakračkim vinogradima, nedaleko Pakraca, ekshumirana tijela troje civila, koje su četnici ubili 1991.[1]
- Dogovoreno da će svaka država financirati svoje postrojbe u sastavu NATO-a na području BiH.[1]

### 10. studenoga
- U Daytonu potpisan sporazum o funkcioniranju hrvatsko-bošnjačke Federacije.[1]
- U Daytonu potpisani Sporazumi hrvatske i bosanske strane o ujedinjenju Mostara i povratku dijela izbjeglica u Stolac, Jajce, Travnik i Bugojno.[1]
- U Washingtonu optužnica protiv trojice oficira JNA doživljava se kao dio američke strategije kojom se prijeti beogradskom režimu Sudom za ratne zločine, ako ne prihvati mirovni sporazum.[1]
- Vijest da će delegacija svih Srba u Daytonu, u načelu, prihvatiti prijedlog dvogodišnjeg protektorata UN nad okupiranim dijelovima Hrvatske, te da potom taj teritorij prijeđe pod vlast Hrvatske, stidljivo se pojavila u beogradskim medijima.[1]
- Helsinški odbor za ljudska prava u Srbiji priopćio da vlada SRJ obećava izbjeglicama iz Republike Hrvatske da će ih zastupati kao opunomoćenik u ostvarivanju njihovih imovinskih prava, za što nema ovlasti.[1]
- Vijeće sigurnosti UN prihvatilo Rezoluciju 1.019, kojom se najoštrije osuđuju sva kršenja međunarodnog humanitarnog prava na području bivše Jugoslavije, zahtijevajući da se rezolucije mora držati Srbija, ali i Hrvatska i BiH, čime je u isti koš strpala agresora i žrtvu. Otpravnik poslova RH pri UN-u Vladimir Drobnjak napomenuo da je učinjen opasan ustupak Srbima.[1]

### 11. studenoga
- U Daytonu vođeni intenzivni pregovori predsjednika Hrvatske i Srbije, dr. Tuđmana i Miloševića, o posljednjem okupiranom području Hrvatske, ali nisu doveli do željenog ishoda.[2]
- Veleposlanik SAD-a u Hrvatskoj Peter Galbraith prilikom obilaska Baranje pobunjenim Srbima naglasio kako krajina nikada nije postojala, jer SAD nikada nisu prihvatile njezino postojanje.[2]
- Predsjednici dr. Tuđman, Milošević i Izetbegović spremni doći u Moskvu na pregovore s Borisom Jeljcinom, izjavio Igor Ivanov za rusku televiziju.[2]
- Prema sporazumu iz Daytona HVO će imati svoje zapovjednike do razine korpusa, a iznad te razine bit će zapovjedništvo jedinstvene vojske Federacije.[2]
- Nakon susreta kardinala Franje Kuharića i mitropolita zagrebačkoljubljanskog i cijele Italije Jovana (Pavlovića) u Zagrebu, očito je da Srpska pravoslavna crkva i dalje ostaje sredstvo beogradske politike, jer, kako je naglasio mitropolit, on čeka konačni mir, pa će tek onda poraditi na ekumenizmu u ovim krajevima pod njegovom jurisdikcijom.[2]

### 12. studenoga
- U Zagrebu i Erdutu potpisan Temeljni sporazum o reintegraciji hrvatskog istoka, tako da je posljednji hrvatski prostor-istočna Slavonija, Baranja i zapadni Srijem vraćen u ustavno-pravni poredak hrvatske države. Sporazum potpisali ing. Hrvoje Šarinić i Milan Milanović.[2]
- Predsjednici Tuđman i Milošević, čulo se iz diplomatskih krugova u američkoj bazi Wright-Patterson u Daytonu, našli su formulu za mirnu reintegraciju istočne Slavonije, Baranje i zapadnog Srijema.[2]

### 13. studenoga
- Američki predsjednik Bill Clinton pozdravio sklapanje Temeljnog sporazuma o istočnoj Slavoniji, Baranji i zapadnom Srijemu, napomenuvši da je to veliki korak prema postizanju sveukupnog mira na Balkanu.[2]
- Hrvatsko izaslanstvo u Daytonu, koje vodi dr. Tuđman, zadovoljno postizanjem sporazuma o istočnoj Slavoniji, Baranji i zapadnom Srijemu, jer jamči mirnu reintegraciju tog područja kroz dolazak međunarodnih snaga.[2]
- Nakon potpisivanja temeljnog sporazuma o istoku Hrvatske, ing. Šarinić naglasio da, ako ga srpska strana pokuša izigrati, sporazum daje dodatni legitimitet Hrvatskoj za drugačijim rješenjem.[2]
- Međunarodni sud za ratne zločine podigao optužnicu protiv Darija Kordića, Tihomira Blaškića, Marija Čerkeza, Ivana Šantića, Pere Skopljaka i Zlatka Aleksovskog, zbog navodnih ratnih zločina prema muslimanskom stanovništvu.[2]
- Počeo povratak izbjeglica u Travnik i Stolac na osnovi sporazuma o Federaciji BiH, javljaju mediji u BiH.[2]
- Njemački ministar vanjskih poslova Klaus Kinkel pozdravio sporazum o istočnoj Slavoniji' istaknuvši kako je time postavljen kamen-temeljac mira na tim područjima.[2]
- Talijanski listovi pišu kako je povijesni sporazum između Srba i Hrvata u istočnoj Slavoniji vratio hrvatsku zastavu u Podunavlje, a Milošević izbjegao rat i rijeku izbjeglica.[2]

### 14. studenoga
- Predstojnik Ureda Predsjednika Republike Hrvoje Šarinić sastao se u Zagrebu s izaslanstvom Zajednice prognanika i tom prigodom naglasio kako Sporazum o istočnoj Hrvatskoj treba tumačiti u okviru cjelokupnog procesa normalizacije odnosa između Republike Hrvatske, Srbije i tzv. SRJ.[2]
- Vijeće sigurnosti razmatrat će dvije opcije za provedbu sporazuma u Hrvatskoj - jedan je da primjena Sporazuma o istočnoj Hrvatskoj bude u sklopu primjene Bosansko-hercegovačkog sporazuma, odnosno da ga provodi NATO, a drugi, da se formiraju posebne međunarodne snage.[2]

### 22. studenoga
- Nakon postizanja Općeg mirovnog sporazuma o BiH, hrvatski predsjednik dr. Tuđman vratio se iz Daytona u Zagreb i tom prigodom naglasio da su pregovori od neprocjenjive vrijednosti ne samo za Hrvatsku, nego i za svijet, a najvažnije je da smo dobili mir.[3]
- Nakon povratka iz Daytona u Sarajevo, predsjednik Izetbegović naglasio da je zadovoljan jer su ostale institucije BiH, kao i da je ostvario 90 posto bošnjačkih zahtjeva.[3]
- Rat je završen, sada je vrijeme da se okrenemo miru, izgradnji, ekonomskom oporavku, rekao predsjednik Srbije Slobodan Milošević nakon povratka iz Daytona u Beograd.[3]
- Predsjednik Crne Gore Momir Bulatović, javljajući se direktno u program TV CG iz Daytona, izrazio zadovoljstvo dogovorom u Ohiju, ističući da su pregovori bili na oštrici noža, te da je postignut veliki diplomatski uspjeh, a o Prevlaci će se razgovarati u Parizu.[3]
- Ceremonija potpisivanja mirovnog sporazuma o BiH, parafiranog u Daytonu, održat će se u Parizu sredinom prosinca.[3]
- Problem statusa Brčkog nije konačno riješen, iako je u Daytonu postignut mirovni sporazum za BiH, već će se njegov status riješiti međunarodnom arbitražom, a Sarajevo i Goražde bit će spojeni koridorom širokim između 8 i 15 km.[3]
- Delegacija republike srpske odbila je potpisati ponuđeni mirovni plan, jer, kako je naglasio njihov vođa u Daytonu Momčilo Krajišnik, ne zadovoljava minimum nacionalnih interesa bosanskih Srba.[3]

### 23. studenoga
- Nova Rezolucija 1.023 Vijeća sigurnosti nova je potvrda hrvatske cjelovitosti, u njoj ponovno naglašeno da je područje istočne Slavonije, Baranje i zapadnog Srijema, poznato kao sektor Istok, sastavni dio Hrvatske.[3]
- Predsjednik BiH Alija Izetbegović u Sarajevu istaknuo da će, ako se primjena Daytonskog sporazuma produlji na više od tri mjeseca, bošnjačka strana povući svoju suglasnost.[3]
- Hrvati iz bosanske Posavine oštro prosvjedovali protiv odredbi Daytona da njihov kraj pripadne Srbima.[3]
- Hrvatska socijalno liberalna stranka i Hrvatska kršćanska demokratska unija izrazile svoje negodovanje glede Daytonskog sporazuma, smatrajući da je njime agresor nagrađen.[3]
- Nakon što su Amerikanci uspjeh u Daytonu pripisali sebi, Europljani jedva da mogu prikriti ljubomoru i nezadovoljstvo.[3]

### 24. studenoga
- Analize pokazuju da je Dayton slom velike Srbije, jer Milošević nije uspio prijeći Drinu, iako je bosanskim Srbima pripalo Podrinje - ali samo kao dio međunarodno priznate i cjelovite BiH, a to nije memorandumska Srbija, čije bi zapadne granice sezale do linije Vrovitica-Karlovac-Karlobag, piše Večemji list.[3]
- Predsjednici Hrvatske, BiH i Srbije uputili posljednjeg dana pregovora u Daytonu istovjetna pisma američkim pregovaračima u kojima jamče sigurnost postrojbama NATO-a koje trebaju biti raspoređene u BiH.[3]
- Predsjednik Tuđman donio odluku o osnivanju Vijeća obrane i nacionalne sigurnosti, kao savjetodavnog tijela Predsjednika Republike.[3]

### 25. studenoga
- Predsjednik Tuđman u Zagrebu razgovarao s izaslanstvom Hrvata. Herceg-Bosne i Federacije BiH, te ih upoznao o tijeku razgovora u Daytonu.[3]
- Čestitke predsjedniku Tuđmanu u povodu postizanja sporazuma u Daytonu poslali predsjednik Turske Sulejman Demirel, predsjednica turske vlade Tansu Ciller i španjolski premijer Felipe Gonzales.[3]
- Bosanski Srbi, predvođeni Karadžićem i Mladićem, organiziraju demonstracije protiv odluke da Sarajevo bude jedinstven grad u okviru Federacije BiH.[3]

### 26. studenoga
- Vođa bosanskih Srba Radovan Karadžić ponovno pozvao na pregovore ili razjašnjenje, izjavivši kako bi taj sporazum mogao Sarajevo pretvoriti u europski Bejrut.[3]
- Kardinal Puljić smatra da je daytonski mir u BiH nepravedan, jer je ozakonio etničko čišćenje.[3]
- Nekoliko tisuća građana bosanske Posavine sudjelovalo na prosvjednom skupu u Slavonskom Brodu, kako bi iskazali svoje nezadovoljstvo Daytonskim sporazumom, prema kojem je najveći dio vjekovne hrvatske zemlje izdvojen iz Federacije BiH.[3]

### 27. studenoga
- U povodu potpisivanja mirovnog sporazuma u Daytonu predsjedniku Tuđmanu čestitali albanski predsjednik Sali Berisha kao i predsjednik Parlamentarne skupštine Vijeća Europe M. A. Martinez.[3]
- Srpska narodna stranka smatra da je potpisivanjem Daytonskog mirovnog sporazuma postignut mir, ali da je do krajnjeg političkog rješenja još dug put na kojemu će biti potrebno mnogo kompromisa.[3]
- Nakon tri i pol mjeseci skrivanja u šumi, predao se još jedan pripadnik srpske paravojske.[3]
- U Daytonu parafirani mirovni sporazum o BiH žestoko kritizirali svi Hrvati bosanske Posavine, a nezadovoljstvo kulminiralo na izvanrednoj sjednici Sabora Posavske veležupe, kada su nazočni čestitali Krešimiru Zubaku na držanju u Daytonu, a Jadranka Prlića kritizirali, jer je svojim potpisom na Sporazumu omogućio prepuštanje velikog dijela Posavine Srbima.[3]
- NATO upozorio bosanske Srbe da će na svaki pokušaj zastrašivanja mirovnih snaga, koje će biti poslane u BiH pod njihovom kontrolom, odgovoriti izuzetno snažno.[3]

### 28. studenoga
- Predsjednik Tuđman u Zagrebu primio supredsjedatelja Konferencije o bivšoj Jugoslaviji Carla Bildta i tom prigodom naglasio da je za Hrvatsku neprihvatljivo bilo kakvo obnavljanje mandata UNCRO-a i odlaganje provedbe Temeljnog sporazuma o istočnoj Hrvatskoj.[3]
- Na Markovom trgu u Zagrebu prosvjedovali izbjegli Hrvati iz bosanske Posavine, nezadovoljni Daytonskim sporazumom, tražeći: Vratite nam našu Posavinu, Hoćemo kući, Izdaja, izdaja.[3]
- Na Svečanoj sjednici hrvatskog Sabora akademik Vlatko Pavletić, nakon izglasanog povjerenja, postao predsjednik Sabora. Vlada premijera Zlatka Mateše također dobila povjerenje većine zastupnika.[3]
- Vođa bosanskih Srba Radovan Karadžić, nakon prijetnje SAD-a, izjavio da potpuno podržava plan predsjednika Billa Clintona o slanju američkih postrojbi u BiH, napominjući da će američka vojska pronaći prijatelje medu Srbima.[3]
- Turska premijerka Tansu Ciller, po dolasku u Sarajevo, izjavila da je njezina zemlja spremna pomoći u obuci vojnika Armije BiH i u provedbi Daytonskog sporazuma o BiH.[3]
- Objavljene nepoznate pojedinosti o paklenom planu srpskih generala Ratka Mladića i Mile Novakovića kako da vodena bomba, nakon rušenja Peručke brane, ubije 80.000 civila u dolini rijeke Cetine.[3]

### 29. studenoga
- Predsjednik Tuđman u Zagrebu primio iranskog ministra vanjskih poslova Alija Akbara Velyatija, s kojim je razgovarao o gospodarskoj suradnji dviju zemalja i odnosima između Hrvatske, Federacije BíH i Irana.[3]
- Redsjednik Republike Bugarske Željo Želev i slovački predsjednik Michal Kovač poslali hrvatskom predsjedniku dr. Tuđmanu čestitke u povodu sporazuma postignutog u Daytonu.[3]
- Predsjednik Sabora Vlatko Pavletić u Zagrebu primio izaslanstvo bosanske Posavine i tom prigodom naglasio kako je spašavanje Sarajeva, Goražda i bosanske Posavine bio zajednički cilj izaslanstva BiH u Daytonu, ali nije sve moglo biti spašeno.[3]
- UN razmatra mogućnost uporabe sile protiv bosanskih Srba zbog čestog ometanja slobode kretanja između Sarajeva i Goražda, izjavio glasnogovornik UN-a u Sarajevu Chris Vemon.[3]

### 30. studenoga
- Predsjednik hrvatske Vlade mr. Zlatko Mateša sastao se u Washingtonu s predsjednikom Svjetske banke mr. Wolfehnsonom, koji je izrazio apsolutnu potporu u poslijeratnoj obnovi Hrvatske.[3]
- Američki će vojnici u BiH doći u oklopljenim vozilima, ali neće pokušavati izazvati sukobe s bosanskim Srbima, izjavio u Washingtonu američki ministar obrane William Perry. Međutim, ako ih netko napadne, oni će čvrsto i brzo odgovoriti.[3]
- Slovenski predsjednik Milan KuLan izjavio pred lanovima Odbora Europskog parlamenta za vanjsku politiku u Bruxellesu da gradnja transeuropske Pyhrnske ceste od Nürnberga do Zagreba na dijelu koji ide kroz Sloveniju nije u nacionalnom programu koji bi dobio prednost.[3]